# لس فرنسوس (تگزاس)
لس فرنسوس، تگزاس(به انگلیسی: Los Fresnos, Texas) شهری در ایالت تگزاس از ایالات جنوبی ایالات متحده آمریکا است. در سرشماری سال ۲۰۰۰، جمعیت این شهر ۴۵۱۲ نفر اعلام شد.